# Julia Mendlik
Julia Mendlik (geboren 1969) is een Nederlands jurist die sinds 1 januari 2022 president van de rechtbank Rotterdam is.
Mendlik is de dochter van mr. Johannes Mendlik (1935-2022), president van de rechtbank Breda en de rechtbank Rotterdam, en diens echtgenote Christine van Heuven (1935-2024). Van vaderskant stamt ze af van de Hongaars-Nederlandse kunstschilder Oszkár Mendlik en diens echtgenote, de beeldhouwster Julie Mijnssen, naar wie ze is vernoemd. Ze studeerde rechten aan de Universiteit Leiden van 1988 tot 1994 en werd vervolgens advocaat bij De Brauw Blackstone Westbroek te Amsterdam. Van 1998 tot 2001 was ze bedrijfsjurist bij Unilever. In 2001 werd ze benoemd tot rechter bij de rechtbank Den Haag, team civiel. In 2013 stapte ze over naar de rechtbank Midden-Nederland (voorheen de rechtbank Utrecht) als rechter en gerechtelijk bestuurslid; in 2016 werd ze president van de rechtbank. Als president was ze betrokken bij verschillende innovatietrajecten in de rechtspraak. Met ingang van 1 januari 2022 is Mendlik benoemd tot president van de rechtbank Rotterdam, als opvolger van Robine de Lange-Tegelaar die is benoemd tot president van de rechtbank Den Haag. Ze is ook lid van de klachtencommissie van de Vereniging Rembrandt.
Mendlik is getrouwd met prof. mr. Tobias Cohen Jehoram, advocaat-partner bij De Brauw Blackstone Westbroek en hoogleraar aan de Erasmus Universiteit Rotterdam.